# European Aviation Air Charter
European Aviation Air Charter (im Markenauftritt European) war eine britische Fluggesellschaft mit Sitz in Bournemouth. Im Angebot waren Charterflüge, VIP-Flüge, Pauschalreisen sowie Wetlease für andere Fluggesellschaften. Der Hauptsitz sowie das Drehkreuz war der Flughafen Bournemouth. European setzte den Flugbetrieb am 1. Dezember 2008 aus und beantragte am nächsten Tag die Insolvenz.
European Aviation Air Charter war im Besitz einer Lizenz vom Typ A für die zivile Luftfahrt, ausgestellt von Großbritannien. Diese berechtigt den Transport von Passagieren, Fracht und Post in Flugzeugen mit 20 und mehr Sitzplätzen.

## Flotte
(Stand: November 2008)
- 4 Boeing 737-200